# Saint-Germain-des-Champs
Saint-Germain-des-Champs is een gemeente in het Franse departement Yonne (regio Bourgogne-Franche-Comté) en telt 384 inwoners (2005). De plaats maakt deel uit van het arrondissement Avallon.

## Geografie
De oppervlakte van Saint-Germain-des-Champs bedraagt 36,2 km², de bevolkingsdichtheid is 10,6 inwoners per km².
De onderstaande kaart toont de ligging van Saint-Germain-des-Champs met de belangrijkste infrastructuur en aangrenzende gemeenten.

## Demografie
Onderstaande figuur toont het verloop van het inwonertal (bron: INSEE-tellingen).